# سیارک ۲۸۰
سیارک ۲۸۰ (به انگلیسی: 280 Philia) دویست و هشتادمین سیارک کشف شده‌است که در ۲۹ اکتبر ۱۸۸۸ و در وین کشف شد.
قدر مطلق سیارک برابر ۱۰٫۷۰ است.